# Zám

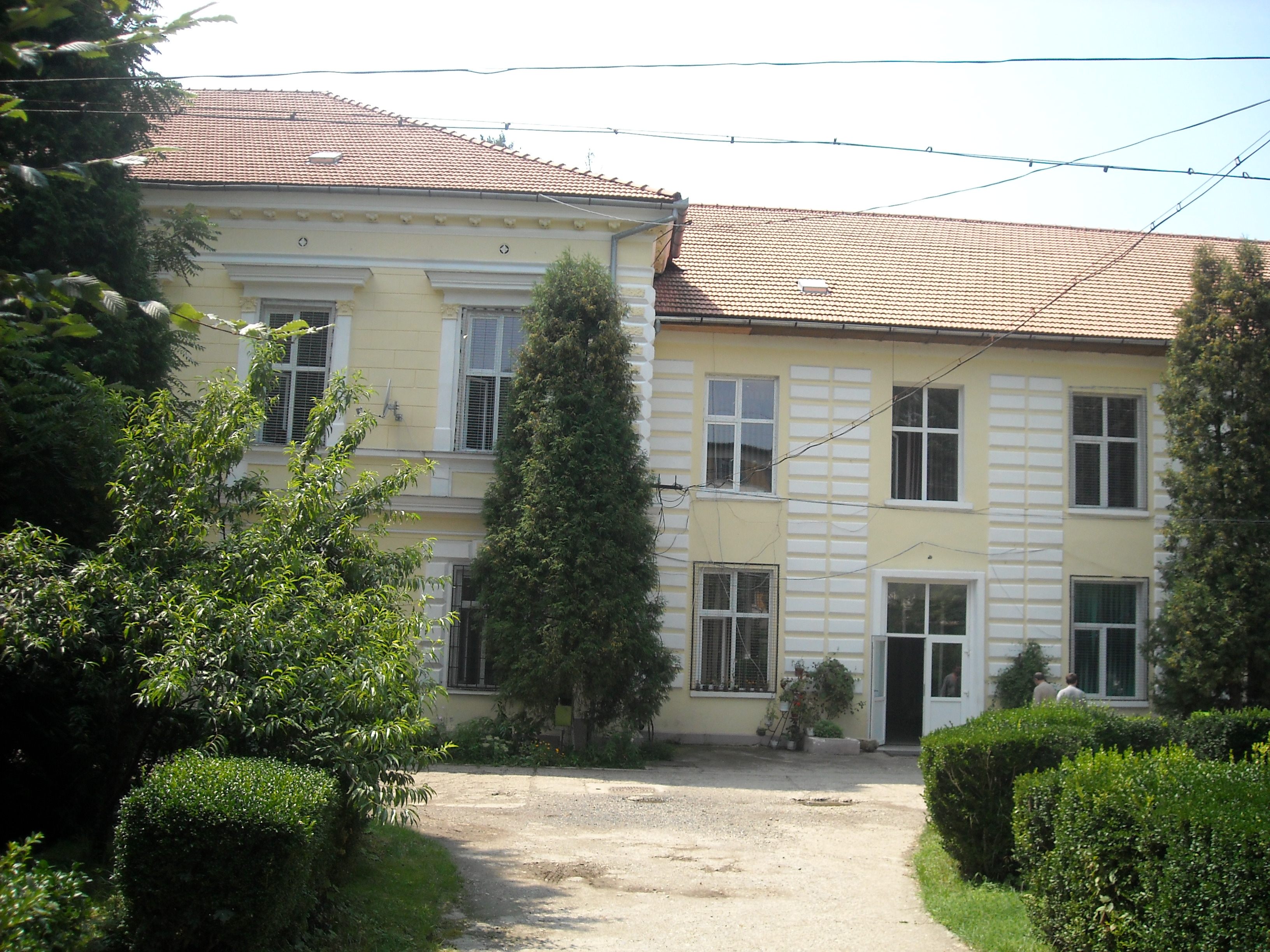
A Nopcsa-kastély

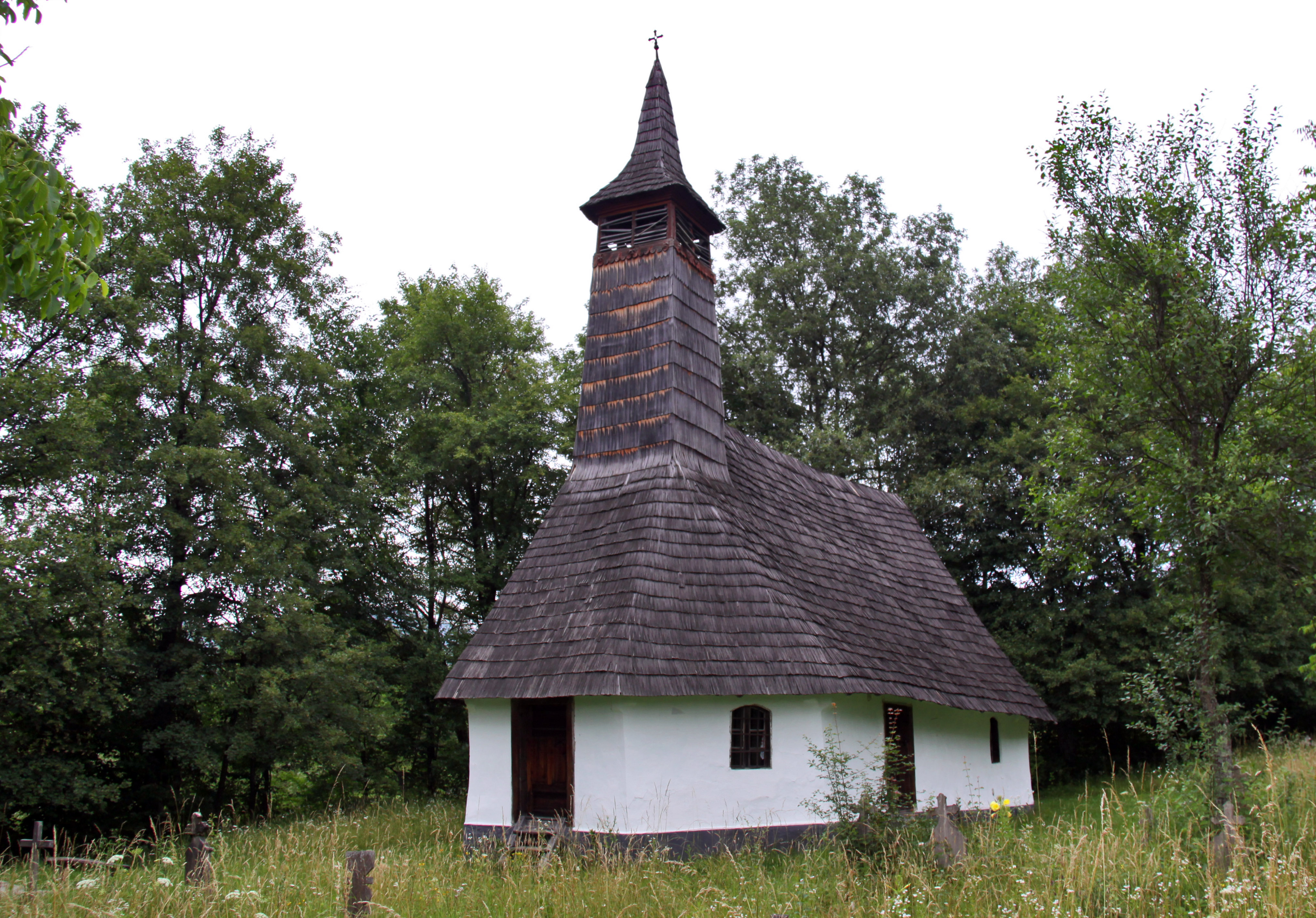
A fatemplom

Zám (románul Zam, németül Sameschdorf) falu Romániában, Erdélyben, Hunyad megyében.

## Fekvése
Dévától 45 km-re nyugatra, a Maros jobb partján fekszik. A falu három, egymással össze nem függő településrészből áll, melyek egy hegyet vesznek körbe. A történelmi Erdély legnyugatabbra fekvő községe.
„A község két részből áll. Egyik a földesúri és üzleti telep a Maros partján; a másik a földmívelő nép tulajdonképpeni községe. A kettőt egymástól jelentékeny hegy választja el. Rendes közlekedési útja a hegy megkerülésével gyalog embernek jó félórát tarthat.”
2006-ban Zám és Szolcsva között új híd épült a Maros felett.

## Nevének eredete
Első említése: Zan (1407). Személynévi eredetű.

## Története
A 18–19. században fontos szerepe volt mint Erdély és Magyarország közötti vámhelynek és mint a marosi tutajozás egyik legfontosabb állomásának.
1784-ben parasztjai a „második Horeának” nevezett Ioan Lucaciu vezetésével elpusztították a vámházat és megtámadták a soborsini kastélyt. 1786-ban 638-ban lakták, jogállásuk szerint 72%-uk zsellér, 21%-uk jobbágy. 1808-ban országos és hetivásár tartására nyert szabadalmat.
Uradalmát a 19. század elejéig a Naláczy család birtokolta, akiktől Nopcsa László vette meg. A század folyamán jelentős fakereskedelmi központ volt, évi 15 vásárral. A Nopcsa család egy Lekisch nevű bécsi ügyvédnek adta el az uradalmat. 1884-ben a földbirtokos Lekisch testvérek magyar tannyelvű állami iskolát hoztak létre, amely három évtizedig működött. A századforduló idején Csernovits Mihály volt birtokosa. 1926-ban Lipován Gyula nyitotta meg első gyógyszertárát. 1928-ban az állam által üzemeltetett rézbánya és a vasútállomás között egy fát is szállító, tizenhárom kilométernyi iparvasút járt.

## Lakossága
1900-ban 1062 lakosából 843 volt román, 182 magyar és 32 német anyanyelvű; 882 ortodox, 84 római katolikus, 33 zsidó és 27 református vallású.

2002-ben 719 lakosából 704 volt román nemzetiségű; 674 ortodox, 24 pünkösdista és 11 római katolikus vallású.

## Látnivalók
- Nopcsa László egykori kastélyát a tulajdonos elleni bosszúból a honvédek fölgyújtották. 1879-ben az új tulajdonos, Lekisch bécsi ügyvéd építette újra. Utolsó magánbirtokosa a Csernovics család volt. Ma elmegyógyintézet működik benne. 1934-ben a kastély vendége volt Patrick Leigh Fermor. A parkkal körülvett, jó állapotú, felújított épület nem látogatható.
- Ortodox fatemplom (18. század).

## Híres emberek
- Itt született Paál László festőművész 1846-ban.
- Itt született Francisc Hossu-Longin politikus, emlékíró 1847-ben. Mindkettejük apja a Nopcsa család gazdatisztje volt.
- Itt élt Nopcsa László, a Jókai Szegény gazdagok című regényében szereplő „Fatia Negra” modellje.